# Vodopády Ngonye
Vodopády Ngonye, též známé jako vodopády Sioma, leží na řece Zambezi v Západní provincii Zambie. Nachází se poblíž města Sioma. Jsou menší a hůře dostupnější než známější Viktoriiny vodopády, které se nachází asi 250 km po proudu řeky Zambezi.
Vodopády vznikly erozí pískovcového podloží. Dosahují výšky až 25 metrů a jejich půdorys je ve tvaru půlměsíce. Řeka Zambezi v místě vodopádů výrazně mění svůj charakter – nad nimi je spíš mělká a její koryto široké, zatímco za vodopády proudí uzavřeným údolím a je mnohem divočejší.